# Альфонс Джеймс де Ротшильд
Альфонс Джеймс де Ротшильд, барон (англ. Alphonse James de Rothschild; 1827—1905) — французький фінансист, власник виноградників, меценат, представник французької гілки Ротшильдів.

## Біографія
Народився 1 лютого 1827 року у Парижі. Найстарший син у сім*ї.
Його матір'ю була Бетті де Ротшильд (1805—1886), дочка Саломона Майєра фон Ротшильда з австрійської гілки сім'ї. Альфонс отримав освіту, щоб зайняти його місце на чолі банку de Rothschild Frères, навчаючись в інших банківських будинках Ротшильдів в Європі. У Франції він незабаром став головною силою у фінансовому світі, і в 1855 році був призначений регентом Банку де Франс, який обіймав до кінця свого життя.
У 1857 році Альфонс де Ротшильд одружився з кузеною Леонорою «Лор» де Ротшильд (1837—1911), дочкою Ліонеля де Ротшильда (1808—1879) з англійської гілки родини. У них було четверо дітей. Їх первістка, Беттіна Керолайн (1858—1892), вийшла заміж за Альберта Саломона фон Ротшильда.
З 1869 року був президентом Центральної консисторії Франції.
Помер 26 травня 1905 року.

## Фінансист
Альфонс де Ротшильд успадкував велике багатство після смерті батька в 1868 році, включаючи частку посади в банку «Брати Ротшильди» та компанії «Північна залізниця». Він розпочав свою підготовку до фінансів у молодому віці, і батько поклав на нього відповідальність за операції з золотими злитками банку.
Протягом 1860-х рр. По Європі та США були великі дебати щодо відповідної грошової системи для змін часу. У Франції видатні банкіри брати Перре були прихильниками паперових грошей на відміну від Альфонса де Ротшильда, який захищав збереження французької системи біметалізму. Спочатку Альфонс мав впливового прихильника своєї посади завдяки своїй тривалій дружбі з державним діячем Леоном Саєм (Léon Say), колишнім співробітником Північної залізничної компанії Ротшильда, який став міністром фінансів у 1872 р. Однак, будучи частиною Латинського валютного союзу Франція приєдналася до більшості решта Європи та прийняла золотий стандарт до 1873 р. У 1880 році Альфонс де Ротшильд уклав угоду, в якій сім'я взяла під контроль Сосьє Ле Нікель (SLN), підприємство з видобутку нікелю в Новій Каледонії.
Під час франко-прусської війни Альфонс де Ротшильд напередодні прусської облоги охороняв Паризькі вали. Коли в січні 1871 р. Було остаточно погоджено мирний договір, його банк мав грати головну роль не лише у збиранні п'яти мільярдів франків, який Франція була зобов'язана сплатити репараціями для нової Німецької імперії, але сприяти економічній стабільності. Франція здійснила кардинальне відновлення фінансів і достроково погасила договір про репарації, що за умовами перемир'я поклало край німецькій окупації північної французької території у 1873 році.
Дотримуючись загальної політики родини, Альфонс Ротшильд жорстко відреагував на погроми і обмеження прав євреїв в Росії. Він оголосив про припинення будь-яких справ із Петербургом і навіть відмовився виконувати угоду про надання царському уряду позики — попри укладений в цей час франко-російський союз. Втім з антисемітськими нападками Альфонс майже одразу зіткнувся у самій Франції, після краху одного з банків його конкурентів — Société de l'Union Générale, що в своїй рекламі використовував гасла «боротьби із засиллям єврейського капіталу», та спричиненого цим потрясіння на фондовому ринку 1882 р. та загального спаду економіки.
Вже вступивши до складу Почесного легіону, за його внесок у французьку економіку в кризовий час, у 1896 році Альфонс де Ротшильд був піднятий до Великого Хреста, найвищого класу Почесного легіону.

## Виноділля
За три місяці до того, як помер їхній батько Джеймс Майер Ротшильд (у 1868 році), Альфонс і його брат Гюстав переконали батька купити виноградник Шато Лафіт. Після смерті батька Альфонс і Гюстав успадкували виноградник, який став носити ім'я Шато Лафіт-Ротшильд. Донині виноградник залишається в родині Ротшильдів.

## Родина
- Дружина — Леонора де Ротшильд (1837—1911), одружилися в 1857 році.
- Діти:
  - Беттіна Кароліна (1858—1892)
  - Лайонель Джеймс Майєр (1861—1861)
  - Шарлота Беатріче (1864—1934)
  - Едуард Альфонс Джеймс (1868—1949)

## Цікавий факт
Альфонс де Ротшильд у своїх політичних поглядах був переконаним орлеаністом, поки його близький друг Леон Сей не переконав його почати надавати підтримку уряду Тьєра, а згодом Республіці.Протягом свого життя, Альфонс де Ротшильд зібрав величезну колекцію творів мистецтва, був пристрасним колекціонером голландських майстрів. У 1885 році він був обраний членом французької Академії витончених Мистецтв.

## Нагороди
- Кавалер Ордена Почесного легіону.